# Jim Smith (calciatore)
James Michael Smith, detto Jim (Sheffield, 17 ottobre 1940 – Woodstock, 10 dicembre 2019), è stato un calciatore, allenatore di calcio e dirigente sportivo inglese, di ruolo centrocampista.
Venne soprannominato "The Bald Eagle".

## Carriera

### Club
Smith nacque a Sheffield il 17 ottobre 1940, crescendo calcisticamente come tifoso dello Sheffield Wednesday. Nonostante la sua fede calcistica, decise di intraprendere la propria carriera amatoriale tra le file dei rivali dello Sheffield United a partire dal 1957. Tuttavia, non ottenne mai la possibilità di poter scendere in campo e infine sarà ceduto a titolo definitivo all'Aldershot nel 1961.
Lasciò il club nel 1965 dopo aver totalizzato 74 presenze in campionato, venendo acquistato dall'Halifax Town. Ha collezionato 113 presenze in campionato segnando sette reti, prima di trasferirsi al Lincoln City nel 1968. Dopo poco più di un anno, in cui ha collezionato 54 presenze, Smith ha firmato per il Boston United come giocatore-allenatore; Terminerà la sua carriera nel 1973 dopo aver totalizzato otto presenze con il Colchester United. In totale, da giocatore ha totalizzato oltre 200 presenze.

### Allenatore
Durante il suo doppio mandato al Boston United, riuscì a condurre la squadra fino al terzo turno di FA Cup 1971-1972, riuscendo inoltre a totalizzare una striscia di 40 partite senza sconfitta su 51, stabilendo a sua volta un record nel calcio inglese. Nell'ottobre 1972 firmò un contratto da giocatore-allenatore per il Colchester United. Nella sua autobiografia, Smith disse che ottenne questo incarico in base al fatto che, guardando una gara della squadra, l'avesse definita "dannatamente orribile" e di conseguenza la società condivise la sua opinione. Rimase tesserato come giocatore fino alla fine della stagione, ma decise di ritirarsi poco dopo aver guidato il Colchester alla promozione in Fourth Division.
Nel 1975 lasciò la squadra per divenire ufficialmente il nuovo tecnico dei Blackburn Rovers, neopromossi in Second Division. Ha iniziato la sua stagione con una squadra che ben presto si trovò in procinto di ottenere la promozione, ma lasciò l'incarico per potersi sedere sulla panchina del Birmingham City nel marzo 1978 per sostituire l'esonerato Alf Ramsey.
La sua prima stagione in carica sarà segnata dalla retrocessione in Second Division, prima di attuare una vera e propria rivoluzione della rosa vendendo tutti i giocatori residui della retrocessione e provvedendo ad acquistare giocatori giovani e promettenti.
Appena dopo un anno, Smith riuscì ad ottenere la promozione in First Division riuscendo addirittura a mantenere la squadra in media classifica. All'inizio del 1982 Ron Saunders decise di lasciare definitivamente l'Aston Villa proprio per accasarsi al Birmingham, con la società che provvide prontamente ad esonerare Smith. All'interno del suo libro ritenne che la decisione presa su di lui dalla società del Birmingham sia stata presa durante il tragitto in pullman dopo la fine dell'ultima gara di campionato.
Poche settimane dopo decise di unirsi all'Oxford United, divenendone allo stesso tempo allenatore. Durante il suo mandato porterà il club alla vittoria del campionato di Third Division 1983-1984.  L'anno successivo ottennero anche la promozione in prima divisione per la prima volta nella loro storia. Nonostante il raggiungimento di questo grande obiettivo, l'allora presidente del club Robert Maxwell non riuscì a trovare i fondi necessari per poter rinnovare il contratto del tecnico, il che portò alle sue dimissioni e il suo successivo passaggio al QPR.
Nel suo primo anno al club riuscì a portare i suoi uomini fino alla finale di Coppa di Lega 1985-1986, dove perderanno bruscamente per 3-0 contro l'Oxford United. Smith, nonostante tutto, continuò a dirigere la squadra fino al dicembre 1988, quando lasciò la squadra per divenire il nuovo tecnico del Newcastle United. La squadra terminò all'ultimo posto quella stagione, sfiorando anche il ritorno immediato in First Division venendo fermati nella semifinale dei playoff contro il Sunderland. Senza alcuna prospettiva di promozione, nel marzo 1991 optò per le dimissioni.
Per un breve periodo divenne tecnico del Middlesbrough al fianco di Colin Todd prima di accettare l'incarico da tecnico da parte del Portsmouth nell'estate del 1991. Ebbe un periodo molto positivo a Fratton Park, dove è compreso il raggiungimento delle semifinali della FA Cup 1992, in cui portarono il Liverpool a un replay prima di perdere ai tiri di rigore dopo i tempi supplementari. Un anno dopo, nonostante la stagione sopra le aspettative in campionato, non riuscirono ad ottenere la promozione in Premier League solo per la differenza reti. In seguito, sono stati eliminati ai play-off. Smith venne esonerato nel gennaio 1995 dopo che un calo della forma fisica della squadra condizionò notevolmente l'andamento delle gare.
Nello stesso anno divenne ufficialmente amministratore delegato della League Managers Association, ma decise di lasciare ben presto questo incarico per potersi sedere sulla panchina del Derby County. Nella sua prima stagione è riuscito a portare la squadra al secondo posto in classifica e alla promozione in Premier League. Il Derby riuscì a piazzarsi nella parte alta della classifica per le prime tre stagioni sotto la guida di Smith, ma dopo altre due stagioni si ritrovarono a lottare contro la retrocessione, comunque sfociando sempre nella salvezza. Smith annunciò le proprie dimissioni nell'ottobre 2001 per lasciar spazio a Colin Todd. Con lui alla guida, il Derby trascorse cinque stagioni consecutive in massima divisione.
Nel gennaio 2002 fu nominato vice allenatore del Coventry City, lavorando al fianco del tecnico Roland Nilsson. Entrambi vennero licenziati tre mesi dopo in seguito alle prestazioni altalenanti della squadra e alla mancata qualificazione ai play-off. Nello stesso anno, Harry Redknapp lo nominò come suo assistente sulla panchina del Portsmouth. Smith lo aiutò nella vittoria del titolo di Championship, finché nel novembre 2004 entrambi decisero di lasciare la squadra. Successivamente, Redknapp divenne il nuovo tecnico del Southampton, decidendo di richiamare Smith nelle vesti di assistente. Dopo la retrocessione del club, il contratto di Smith non venne ulteriormente prorogato.
Dopo quasi un anno senza squadra, l'Oxford United decise di affidargli nuovamente il controllo della squadra nel marzo 2006, garantendogli inoltre un ruolo all'interno del consiglio d'amministrazione del club. Tuttavia, non riuscì ad evitare la retrocessione in Conference National, sfiorando di pochissimo il ritorno immediato in Championship dopo essersi piazzato al secondo posto in campionato e raggiunto i play-off, dove però verranno battuti alle semifinali. Nel novembre 2007 decise di dimettersi dalla carica di allenatore per potersi dedicare interamente a quella da dirigente.
Dopo il licenziamento di Darren Patterson dalla panchina dell'Oxford, Smith venne richiamato nella carica di tecnico ad interim; con lui alla guida, la squadra rimase imbattuta fino alla nomina di Chris Wilder. Smith ha lasciato il consiglio d'amministrazione della squadra nel 2009.

## Morte
Smith è deceduto il 10 dicembre 2019 all'età di 79 anni. I funerali si sono svolti in data 16 gennaio 2020 nella cittadina di Woodstock, in cui Smith era residente. Alla cerimonia vi parteciparono importanti volti del calcio inglese come Harry Redknapp, Sam Allardyce, Peter Reid, Trevor Francis, David Pleat, Steve McClaren ed Howard Wilkinson.

## Palmarès

### Allenatore
- Third Division: 1

Oxford United: 1983-1984
- Second Division: 1

Oxford United: 1984-1985

### Individuale
- Premier League Manager of the Month: 1

1996